# Биндусара
Биндусара е маурийски император, който живее в периода 320 – 274 пр.н.е. и управлява от 298 до 272 пр.н.е. Наследява император Чандрагупта на престола, като и двамата са считани за „деца на боговете“.
Когато император Биндусара застава на престола, наследява огромна империя, включваща земите на днешните Пакистан, Афганистан и Индия. Той провежда кампания, завладя земите до днешния щат Карнатака. След него на власт идва синът му Ашока след няколко години борба за наследство.